# 薩哈林擬赤稍魚
薩哈林擬赤稍魚（学名：Pseudaspius sachalinensis），又稱薩哈林三塊魚，為輻鰭魚綱鯉形目雅羅魚科的其中一個種，分布亞洲日本和俄羅斯薩哈林島的淡水、半鹹水、海水水域，體長可達43公分，屬肉食性，以小魚及底棲無脊椎動物為食，會進行季節性洄游，生活習性不明。

## 扩展阅读
維基物種上的相關：薩哈林擬赤稍魚